# Menonitas de la antigua orden

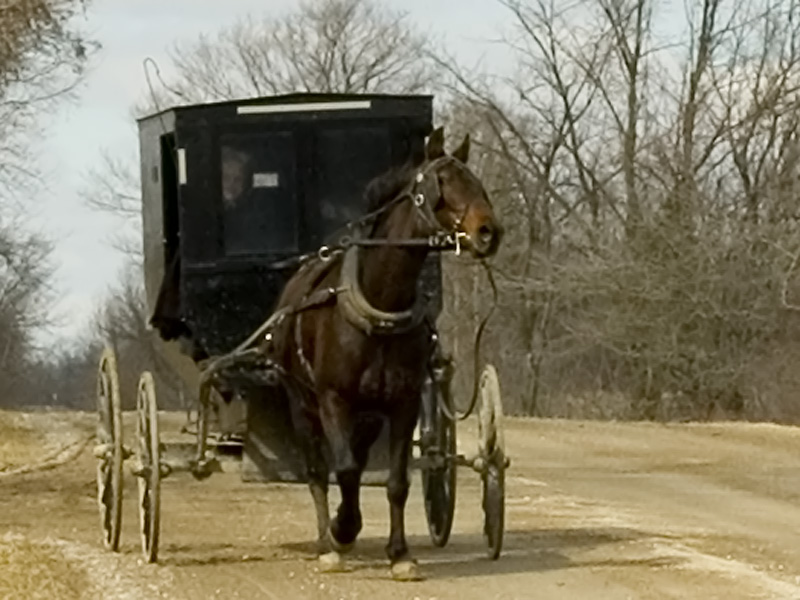
Fotografía de un antiguo orden menonita, caballo y carruaje en el condado de Oxford, Ontario, Canadá en Pigram y Ebenezer Road.

Los menonitas de la antigua orden (inglés: Old Order Mennonites, alemán: Mennoniten alter Ordnung) forman una rama de las iglesias anabaptistas, las cuales surgieron de la reforma radical. Menonitas de la antigua orden son aquellos grupos menonitas de herencia suiza alemana y del sur de Alemania que practican un estilo de vida sin algunos elementos de tecnología moderna, que se visten de forma sencilla y que han conservado las antiguas formas de adoración, bautismo y comunión.
Todos los menonitas de la antigua orden rechazan ciertas tecnologías (por ejemplo, la televisión), pero la magnitud de este rechazo depende del grupo. Los menonitas de la antigua orden generalmente ponen mucho énfasis en una comunidad disciplinada en lugar del individualismo. Sigue vigente el uso del idioma alemán de Pensilvania entre todos los grupos que aún utiliza coche de caballos, a excepción de los menonitas de la antigua orden de Virginia, que perdieron el idioma antes de convertirse en un grupo de la antigua orden. No existe una conferencia para unir a todos los distintos grupos de menonitas de la antigua orden.
En 2008 había alrededor de 27 000 miembros entre las congregaciones de menonitas de la antigua orden, con una población total de alrededor de 60 000. La minoría de ellos utilizan autos (~ 10 000 miembros), mientras que la mayoría (~ 17 000 miembros) han conservado el transporte a coche de caballos. Sin embargo de las prácticas y creencias muy semejantes, los menonitas de Rusia conservadores de habla Plautdietsch no se llaman "menonitas de la antiguo orden" debido a origen distinto.